# Miedzierza
Miedzierza est une localité polonaise de la gmina de Smyków, située dans le powiat de Końskie en voïvodie de Sainte-Croix.